# Vald Laursen
Valdemar Kristian Laursen (né le 30 août 1900 à Frederiksberg et mort le 14 avril 1989 dans la même ville) est un footballeur et arbitre de football danois.

## Biographie

### Carrière de footballeur
En tant que milieu de terrain, Vald Laursen est international danois à quarante-quatre reprises (1918-1934) pour un but inscrit. Il est alors le plus jeune international danois à 18 ans et 51 jours, seuls Harald Nielsen, Michael Laudrup et Ove Andersen seront plus précoces. Son seul but est inscrit le 20 octobre 1918, contre la Suède, qui se solde par une victoire danoise (2-1). Il inscrit son but à la 34e minute du match. Il est joueur de Kjøbenhavns Boldklub.

### Carrière d'arbitre
Vald Laursen est ensuite arbitre de football et officie de 1941 à 1948. Il officie dans une compétition majeure :
- JO 1948 (1 match)